# Trump Tower
La Trump Tower è un grattacielo di 58 piani (202 metri), situato a Midtown Manhattan, al numero 725 della Fifth Avenue, all'angolo con la 56th Street, nella città di New York. La torre, costruita da Donald Trump e dalla AXA Equitable Life Insurance Company, fu disegnata da Der Scutt e completata nel 1983.
È un edificio a utilizzo promiscuo, in cui vi sono sia uffici sia appartamenti residenziali; fu l'edificio più alto di questa categoria fino alla costruzione della Trump World Tower ed è, dalla sua costruzione, la sede operativa della Trump Organization. È considerato come uno degli edifici più emblematici della città di New York e come emblema dell'impero Trump stesso; passò a essere parte della cultura popolare, essendo lo scenario principale del reality show The Apprentice e apparso in videogiochi, film e serie televisive.

## Costruzione
Nel 1983 Trump completò lo sviluppo della Trump Tower, un grattacielo di cinquantotto piani a Midtown Manhattan: il progetto portò a negoziazioni con la Bonwit Teller per la costruzione, per il terreno necessario e per lo spazio aereo sopra la struttura, ma questi negoziati risultarono completati già dal 1978 e il New York Times scrisse che "il signor Trump è stato abile nell'ottenere il luogo [...] Questo testimonia la [sua] persistenza e le sue abilità di negoziatore". La Trump Tower occupa infatti il sito che precedentemente ospitava il grande magazzino di lusso Bonwit Teller, che Trump demolì nel 1980 dopo aver acquistato l'intero complesso.
Vi fu una controversia in quanto l'edificio di stile art déco presentava in facciata dei bassorilievi che erano stati promessi al Metropolitan Museum of Art da Trump stesso, ma che vennero invece distrutti per ordine della Trump Organization durante il processo di demolizione. Inoltre le operazioni vennero criticate in quanto ai lavori parteciparono duecento lavoratori polacchi irregolari, pagati tra i quattro e cinque dollari all'ora per quattro settimane e dodici ore di lavoro al giorno. Trump testimoniò nel 1990 di aver visitato il sito solo in rare occasioni e di non essere mai stato messo al corrente che vi fossero dei lavoratori illegali sul posto; la situazione venne in seguito sanata.

La Trump Tower venne costruita su disegno dell'architetto Der Scutt dello studio Swanke Hayden Connell. La Trump Tower incominciò anche a ospitare il quartier generale della Trump Organization. La struttura contiene ancora al proprio interno negozi, caffè, uffici e appartamenti di residenza, mentre il suo atrio, che occupa lo spazio di cinque piani, presenta delle cascate artificiali e ponti sospesi. La Trump Tower fu inoltre il set del programma televisivo della NBC The Apprentice in quanto include anche uno studio televisivo completo. Quando la struttura fu completa divenne in breve tempo anche un'attrazione turistica per l'intera città.

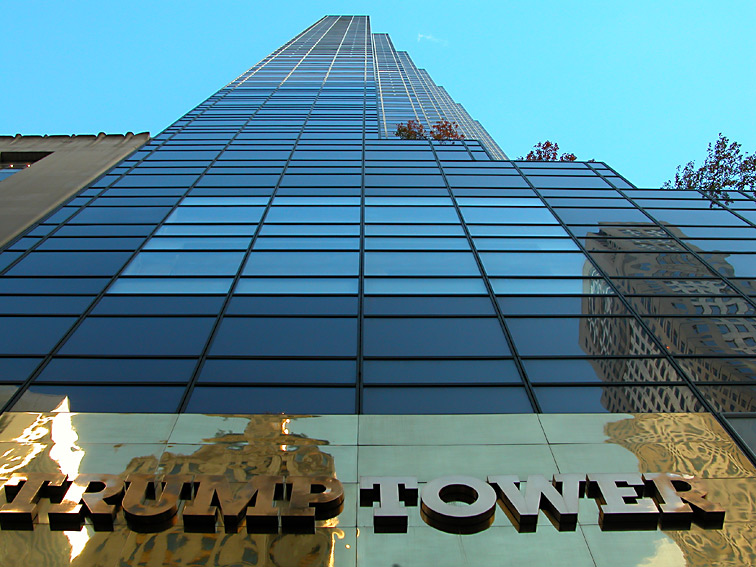
La Trump Tower vista dal marciapiede

## Descrizione
L'edificio è realizzato in cemento armato con una struttura interna rinforzata ed era la più alta costruzione di questo tipo a New York quando fu completato. Un sistema di capriate sulla sommità dell'edificio collega le colonne esterne con il nucleo in cemento. Questo accorgimento aumenta le dimensioni effettive della struttura centrale fino a quelle dell'edificio stesso al fine di opporre maggiore resistenza alle forze laterali (vento, terremoti e impatti in direzione perpendicolare all'edificio). Una struttura simile venne utilizzata anche per la Trump World Tower.

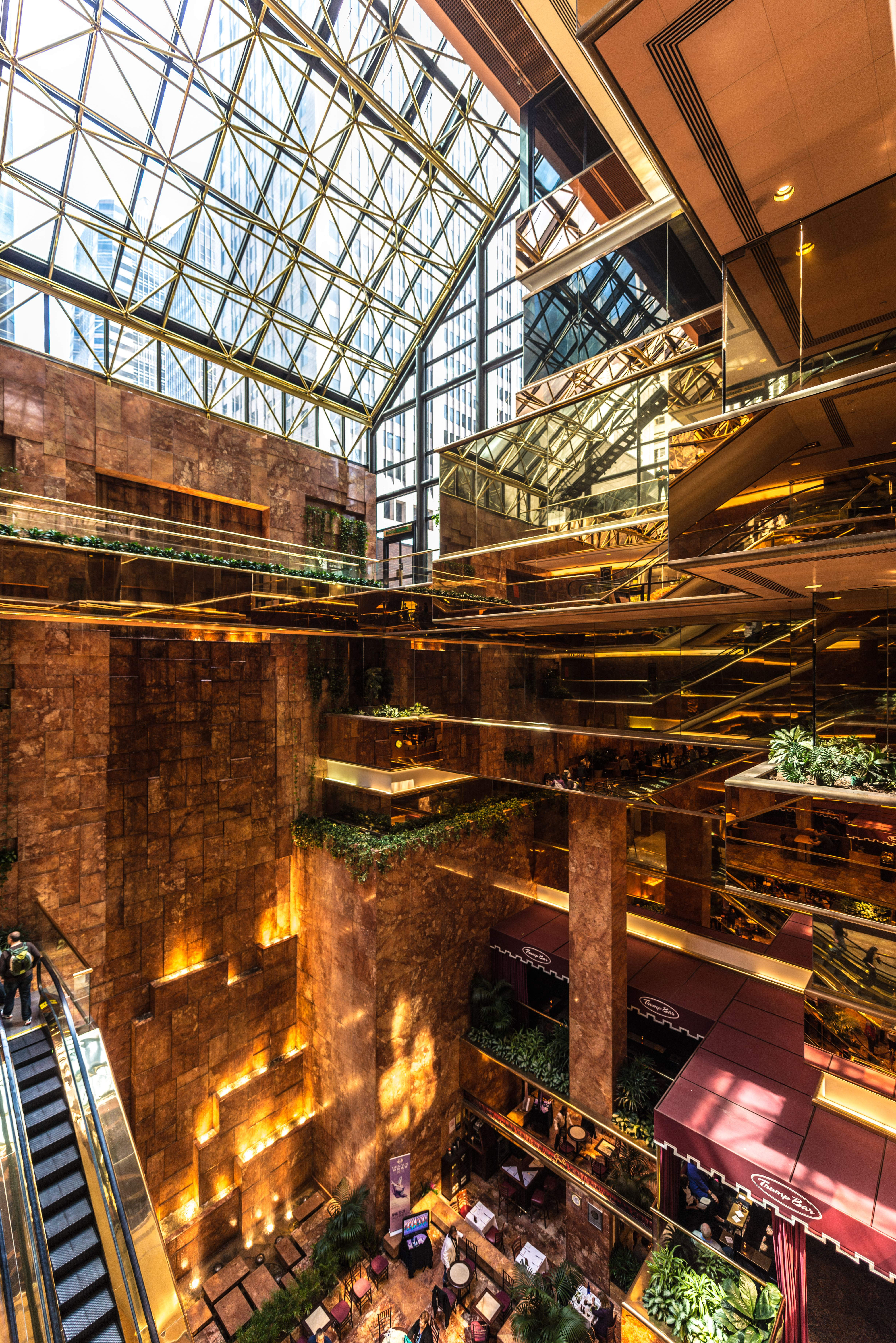
Atrio della Trump Tower, con la cascata che scorre sulla parete di pietra a sinistra.

Solitamente un edificio di tale altezza non avrebbe potuto essere costruito in così poco spazio, ma destinandolo a usi diversi (negozi, uffici e uso residenziale), costruendo una galleria che collega l'edificio dell'IBM a est, adoperando i diritti di spazio del vicino negozio di Tiffany e designando l'atrio come spazio pubblico (in accordo col regolamento cittadino dell'epoca), Trump fu in grado di mettere assieme dei bonus sufficienti a consentire una torre più alta del dovuto.
La sua costruzione ha causato svariate polemiche, legate alla distruzione del precedente edificio (le cui pregevoli statue art déco Trump aveva promesso di donare al Metropolitan Museum, ma che alla fine fece distruggere per non ritardare la costruzione di dieci giorni) e all'utilizzo nel cantiere di duecento operai polacchi non regolari, alcuni dei quali vivevano sul posto, oltre a essere sovra-sfruttati e sottopagati.
Gli spazi pubblici dell'edificio sono rivestiti in Breccia Pernice, un marmo rosa con venature bianche, e ovunque abbondano specchi e oggetti d'ottone. L'atrio di cinque piani, illuminato da un lucernario, è caratterizzato da una cascata interna alta 18 m lungo la sua parete est, da negozi e caffè e da una passerella che attraversa la piscina della cascata. Le scale mobili e le colonne strutturali dell'atrio sono rivestite con pannelli a specchio. Sei livelli di balconi si affacciano sull'atrio. Quattro ascensori dipinti d'oro trasportano i visitatori dalla hall ai piani superiori; un ascensore dedicato conduce direttamente all'attico dove viveva la famiglia Trump.
L'edificio ha tredici piani di uffici che si estendono dal 14º al 26º piano, poi altri trentanove piani contenenti 263 condomini residenziali dal 30º al 68º piano. Nel 2006 Forbes Magazine ha valutato la torre 288 milioni di dollari. Nel 2015 toccò la sua valutazione massima: 600 milioni di dollari secondo Bloomberg.